# Ratchanat Bamrungchart
Ratchanat Bamrungchart (thailändisch รัชนาท บำรุงชาติ, * 6. Mai 1986) ist ein ehemaliger thailändischer Fußballspieler.

## Karriere
Ratchanat Bamrungchart stand bis Ende 2014 bei Samut Songkhram FC unter Vertrag. Wo er vorher gespielt hat, ist unbekannt. Der Verein aus Samut Songkhram spielte in der höchsten thailändischen Liga, der Thai Premier League. Von 2013 bis 2014 absolvierte er für Samut 46 Erstligaspiele. Ende 2014 musste er mit Samut in die zweite Liga absteigen. Nach dem Abstieg verließ er den Verein und schloss sich dem Erstligisten Port FC aus Bangkok an. Für Port stand er sechsmal in der ersten Liga auf dem Spielfeld. Die Hinserie 2016 spielte er für den ebenfalls in der ersten Liga spielenden Sukhothai FC. Für den Verein aus Sukhothai spielte er einmal in der ersten Liga. Zur Rückserie 2016 wechselte er zum Samut Sakhon FC. Der Verein aus Samut Sakhon spielte in der dritten Liga, der damaligen Regional League Division 2. Ende 2016 feierte er mit dem Klub die Meisterschaft der Western Region. 2017 erfolgte eine Ligareform. Der Verein spielte fortan in der Thai League 3. Hier trat man in der Lower Region an. Ende der Saison wurde er mit dem Verein Meister der Region und stieg in die zweite Liga auf. Seine letzte Saison spielte er beim Drittligisten Phrae United FC in Phrae.
Ende 2018 beendete er seine Karriere als Fußballspieler.

## Erfolge
Samut Sakhon FC
- Regional League Division 2 – West: 2016
- Thai League 3 – Lower: 2017  ▲